# Bacalhau assado com batatas a murro

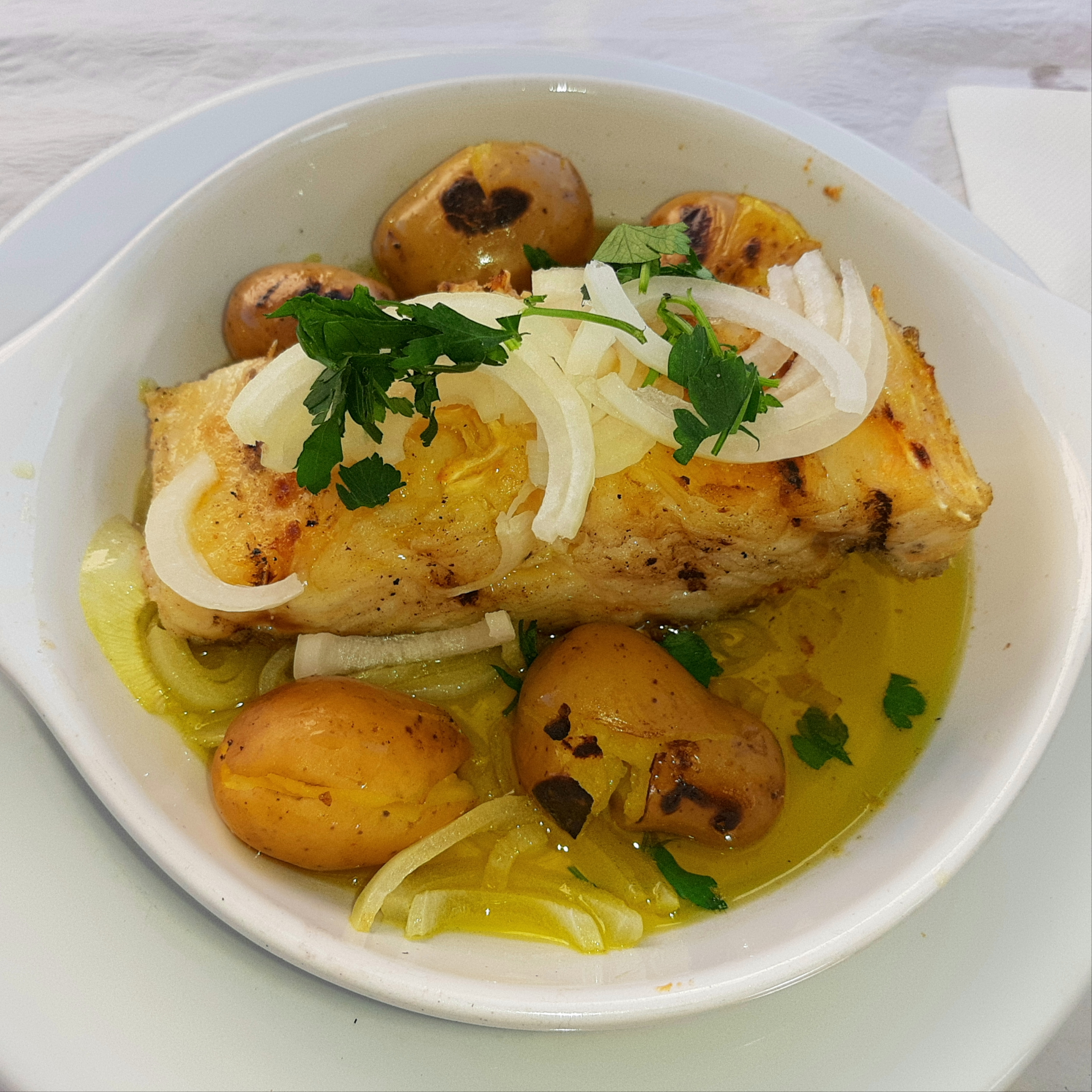
Bacalhau assado com batatas a murro

O Bacalhau assado com batatas a murro é um prato tradicional da gastronomia portuguesa, sendo uma forma comum de cozinhar bacalhau seco.
Consome-se este prato por todo o Portugal, com pequenas variantes dependo da região e familia. O prato também é muito consumido no Brasil, onde é chamado de Bacalhau assado com batatas ao murro.
O nome batatas a murro vêm de usar batatas novas com casca, assim estas depois de cozidas ou assadas só precisas de dar uma pequena pancada (murro) para a batata abrir e logo estão tenras e podem ser bem temperadas com azeite.
A receita seguinte é comum em várias zonas do Ribatejo, confeccionada habitualmente na época do "azeite novo", pelo final do Outono.

## Ingredientes
- Postas de bacalhau seco bem demolhado, de preferência altas
- Batatas novas pequenas
- Cebolas pequenas
- Alho
- Azeite
- Vinagre
- Sal
- Pimenta-do-reino

## Preparação
Assa-se o bacalhau na brasa e as batatas num tabuleiro, no forno ou nas brasas, juntamente com as cebolas sem descascar.
Quando tudo estiver pronto, lasca-se o bacalhau para uma malga ou alguidar, dá-se um "murro" nas batatas para as abrir, e descascam-se as cebolas assadas que se cortam ao meio. Junta-se tudo ao bacalhau.
Tempera-se com alho picadinho, um pouco de pimenta-do-reino e de vinagre, e muito azeite novo. Mistura-se bem e acompanha-se com pão de mistura ou broa.